# Diocèse de Jalapa
Le diocèse de Jalapa (en latin : Dioecesis Ialapensis in Guatimala ; en espagnol : Diócesis de Jalapa) est un diocèse de  l'Église catholique du Guatemala, suffragant de l'archidiocèse de Santiago de Guatemala.

## Territoire
Il est situé sur les départements de Jalapa et d'El Progreso. Son territoire est d'une superficie de 3 985 km2 divisé en 21 paroisses. L'évêché est dans la ville de Jalapa où se trouve la cathédrale de Notre-Dame-de-l'Attente.

## Histoire
Le diocèse est érigé le 10 mars 1951 par la constitution apostolique Omnium in catholico du pape Pie XII  en prenant sur le territoire de l'archidiocèse de Santiago de Guatemala.
Le 25 janvier 2016, il cède une portion de son territoire pour l'érection du diocèse de Saint-François-d'Assise de Jutiapa.

## Évêques
- Miguel Ángel García y Aráuz (1951-1987)
- Jorge Mario Ávila del Águila, C.M (1987-2001)
- Julio Edgar Cabrera Ovalle (2001-2020)
- José Benedicto Moscoso Miranda (2020- )